# Lomography
Lomography est une entreprise autrichienne Lomographische AG qui fabrique et commercialise des produits et services dans le domaine de la photographie argentique. La Lomographic Society International a été créée en 1992 à Vienne, en Autriche.
Elle a initié un mouvement photographique lo-fi qui porte le nom de « lomographie » en français, mot créé d’après le Lomo LC-A, appareil photographique dont elle a acquis une exclusivité de vente auprès de son fabricant LOMO, une entreprise russe d'optique.
En 1994, cette société a aussi mis en place son site web lomo.com (devenu lomography.com) qui sert à vendre les appareils et accessoires qu’elle distribue, qui est un magazine en ligne et permet aussi aux utilisateurs de montrer leurs photos. Ce site regroupe des milliers d'adeptes appelés les « Lomographes ».
Lomography défend la photographie argentique, expérimentale et créative dans le monde entier en produisant des appareils photo argentiques et instantanés, des Objectifs Artistiques et des accessoires.

## Historique

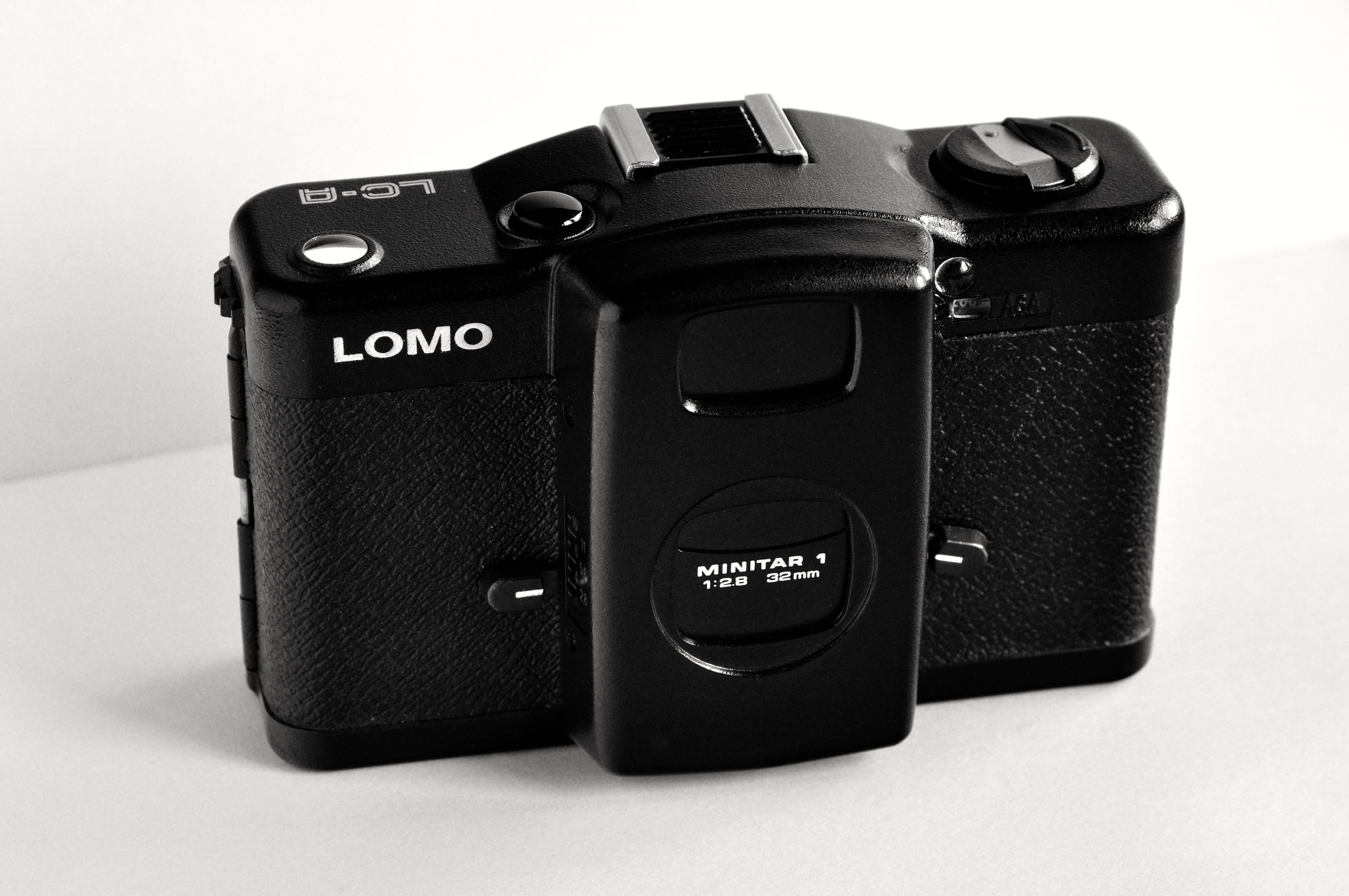
Lomo LC-A fabriqué en 1987.

À l'origine de Lomography, il y a le Lomo Compact Automat (LC-A, en russe : ЛОМО Компакт-Автомат), un appareil photographique compact muni d’un objectif fixe de 32 mm, produit à partir de 1983 par LOMO en URSS. Cet appareil au boitier robuste et équipé d'une optique particulièrement sensible à la lumière est inspiré de l'appareil compact japonais appelé Cosina CX-1. L'appareil argentique Lomo LC-A produit des images avec un vignettage assez prononcé (les bords de la photo sont plus foncés que le centre).
En 1991, un groupe d'étudiants autrichiens a découvert l'appareil Lomo LC-A sur un marché aux puces de Prague. L’appareil n’est alors plus en production. Sentant le potentiel des images prises avec l’appareil, ils fondent la Lomographic Society International en 1992 et convainquent le directeur de l’usine LOMO de redémarrer la production, avec un contrat de distribution exclusive à la clé. Ils revendiquent l’utilisation des "défauts" de l'appareil et affirment se libérer de tous les canons photographiques, ils ne cadrent pas leurs sujets et ne font pas attention à la lumière par exemple.
Pendant l’été 1992, les créateurs de Lomography rédigent les “10 Règles d’Or de Lomography” et les publient le 5 novembre dans le journal Wiener Zeitung avec le manifeste “Lomography Manifesto”. Peu de temps après, le conseil municipal de Vienne fourni à la Lomographic Society International une maison vide à Breitegasse dans le 7ème arrondissement de la ville, endroit qui deviendra le bastion des opérations Lomographiques. Et c’est là où s’est tenue la toute première exposition Lomography. Pendant cette expo, près de 700 LOMO LC-A ont été vendus et le principe du LomoWall (mosaïque d'images argentiques) fut également créé.

Quelques clichés réalisés avec un LOMO LC-A
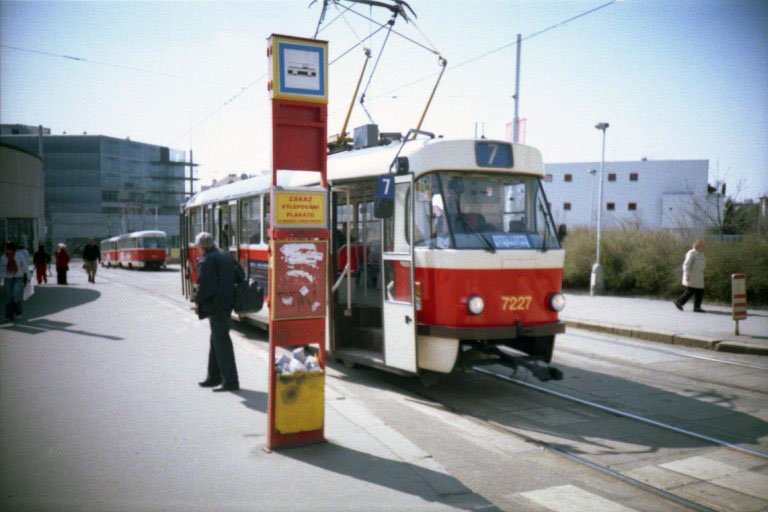
Une photographie vignettée à souhait...
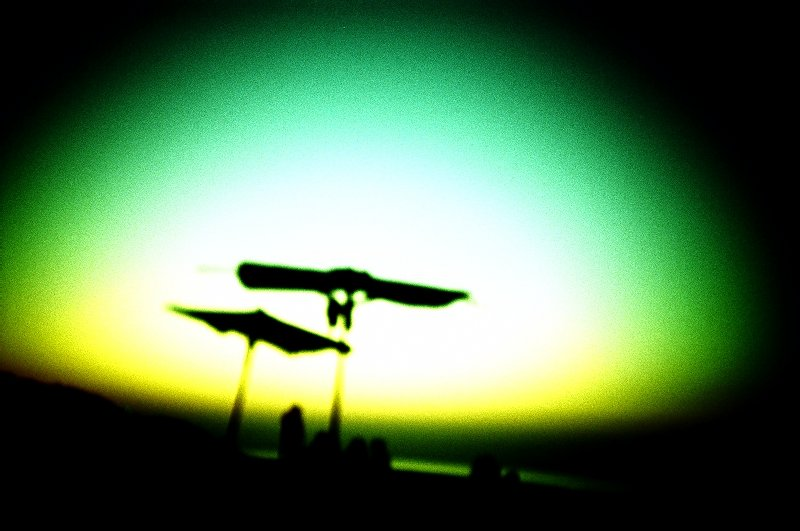
Mais qu'est-ce que c'est...
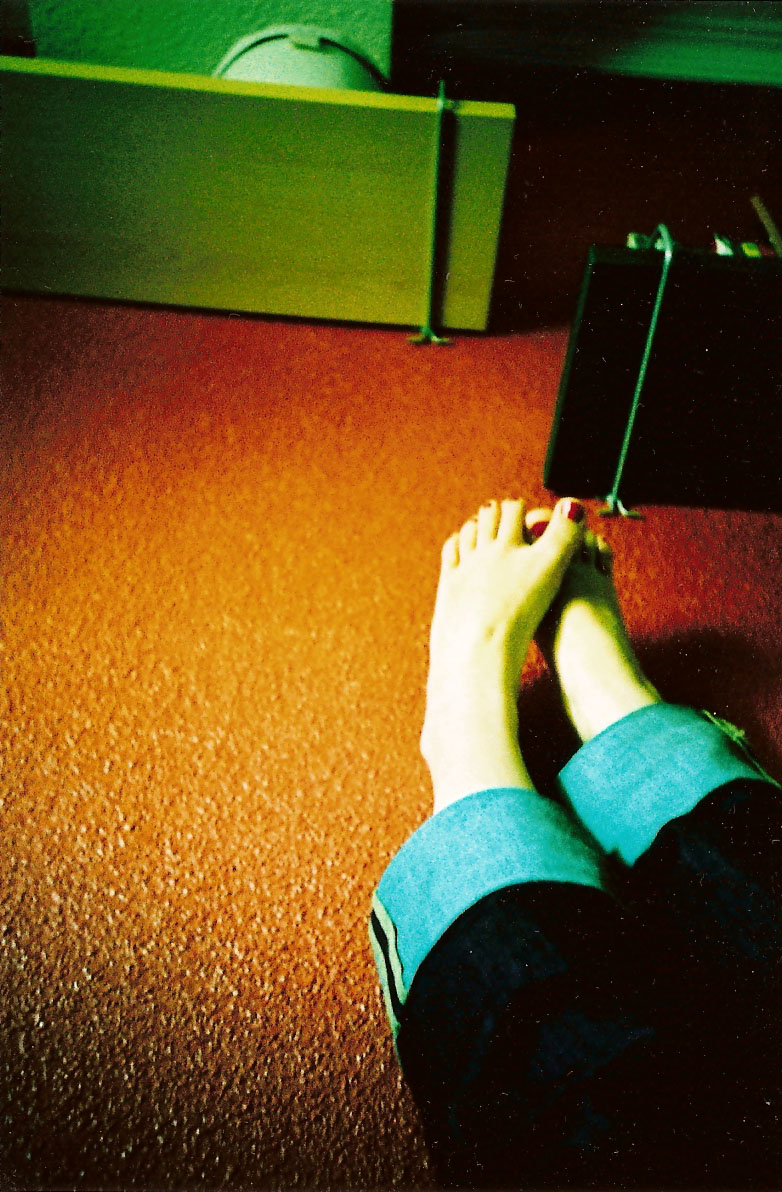
Des couleurs saturées...
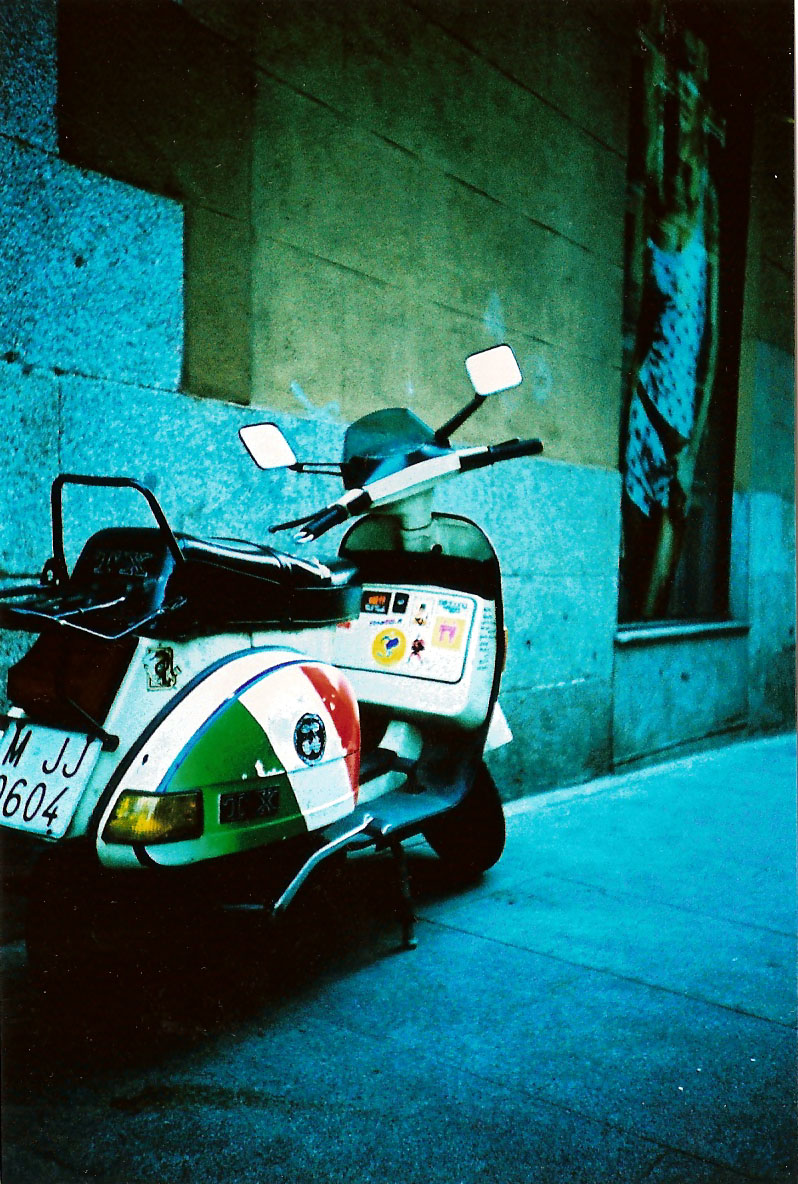
Et encore un jeu sur les couleurs...

Face au succès commercial, la Lomographische AG a ensuite décidé de vendre et produire d'autre appareils argentiques dont des « appareils-jouets » comme le Holga, ou le Diana (réinventions d'anciens appareils vendus dans les pays soviétiques ou en Chine). La société a par la suite créé de nombreux appareils argentiques (Lomo LC-A+, SuperSampler, Colorsplash, Oktomat, Diana Mini, Sprocket Rocket, etc), des appareils instantanés (Lomo'Instant par exemple), des pellicules (LomoChrome Purple, Lomography Color Negative ou Lomography Kino par exemple), des Objectifs Artistiques (comme le Petzval, le Daguerreotype Achromat, le Lomogon) ou encore des accessoires comme le masque de numérisation Digitaliza ou le Smartphone Scanner.

## Les dix règles d’or
Lomographische AG. a édicté les Dix règles d'Or de Lomography pour les Lomographes :
1. Prenez votre appareil partout avec vous. (Take your camera everywhere you go)
2. Photographiez de jour comme de nuit. (Use it any time — day & night)
3. Lomography, c'est plus qu'un simple passage dans votre vie. (Lomography is not an interference in your life, but a part of it)
4. Essayez de photographier sans viser. (Try the shot from the hip)
5. Approchez-vous au maximum de vos sujets. (Approach the objects of your lomographic desire as close as possible)
6. Ne réfléchissez pas. (Don’t think)
7. Soyez rapides. (Be fast)
8. Ne pensez pas trop à ce que vous voulez prendre en photo. (You don’t have to know beforehand what you captured on film)
9. Laissez-vous surprendre après (Afterwards either)
10. Ne vous souciez pas des règles ! (Don’t worry about any rules)

## Les appareils photo argentiques de Lomography

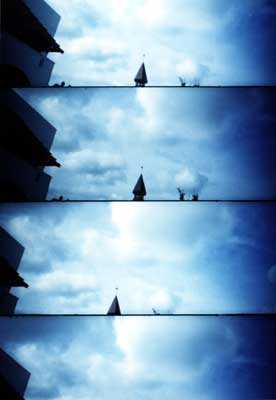
Une photo multiple prise avec un SuperSampler.

Les appareils commercialisés par Lomographic Society International sont plutôt bon marché. Cette société commercialise divers accessoires pour multiplier les effets (flash, filtre, etc.). De nombreux utilisateurs modifient ces appareils pour également varier les effets. Cependant, la liste n’est pas limitative et peut être étendue par exemple, à des appareils bon marché que l’on peut par exemple trouver dans les vide-greniers.

### Appareils 35 mm à optiques multiples: ActionSampler, SuperSampler, Oktomat
Ces appareils associent grâce à un obturateur mobile (en rotation ou en translation) plusieurs clichés sur la même photographie, décomposant ainsi le mouvement :
- l’ActionSampler prend quatre clichés en environ une seconde ; l'appareil existe en plusieurs versions de différentes couleurs, ainsi qu’une version munie d’un flash appelée ActionSampler Flash ;
- le SuperSampler prend lui aussi quatre clichés, mais superposés de haut en bas en bandes horizontales ; deux vitesses peuvent être choisies : quatre clichés en 0,2 ou 2 secondes ;
- l’Oktomat prend huit clichés alignés sur deux lignes en 2,5 secondes.

Il est possible de créer des animations à partir des photos prises pour recréer le mouvement décomposé.

### Lomography Fisheye et Fisheye 2
Comme leurs noms l’indiquent, ces deux appareils jouets sont montés avec un objectif inamovible de type fisheye. L’objectif a une distance focale de 10 mm et un champ de 170°. L’ouverture est assez faible ce qui donne une profondeur de champ importante. Ce sont des appareils format 35 mm.
Le Fisheye 2 apporte plusieurs améliorations, dont un viseur avec une lentille de même champ que l’appareil et détachée de celui-ci. Cela permet une visée plus précise par rapport à la première édition dont le viseur était pratiquement inutilisable, car en partie obstrué par l’objectif. Le nouveau Fisheye permet aussi de faire des photos avec des temps d'exposition plus longs ainsi que des expositions multiples.
Cet appareil argentique existe également en version 110 et s’appelle le Fisheye Baby.

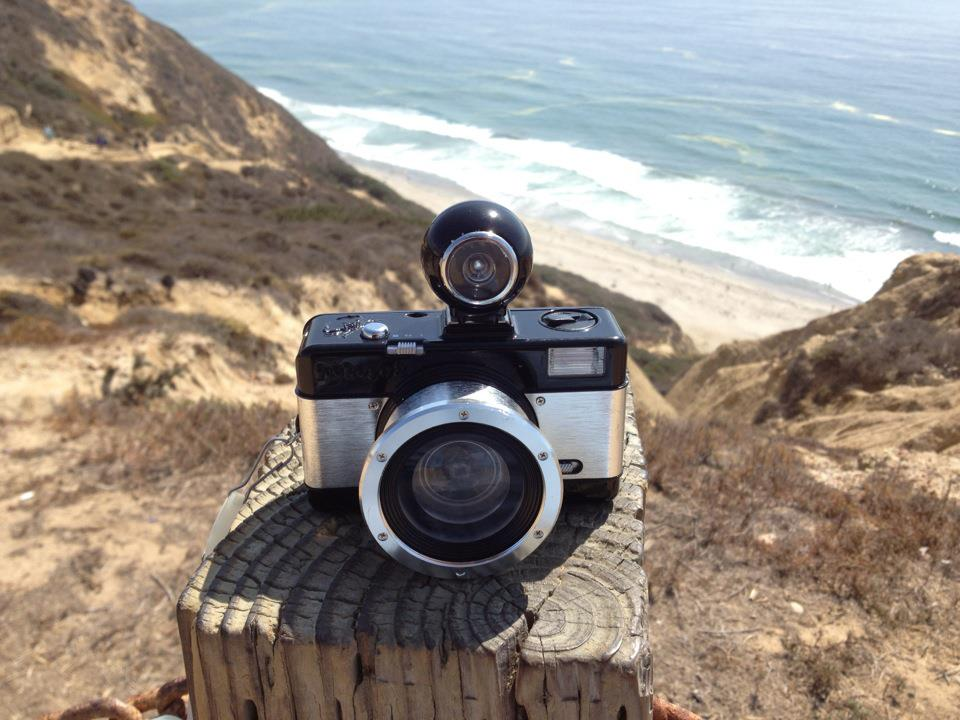
Fisheye 2 avec son viseur.
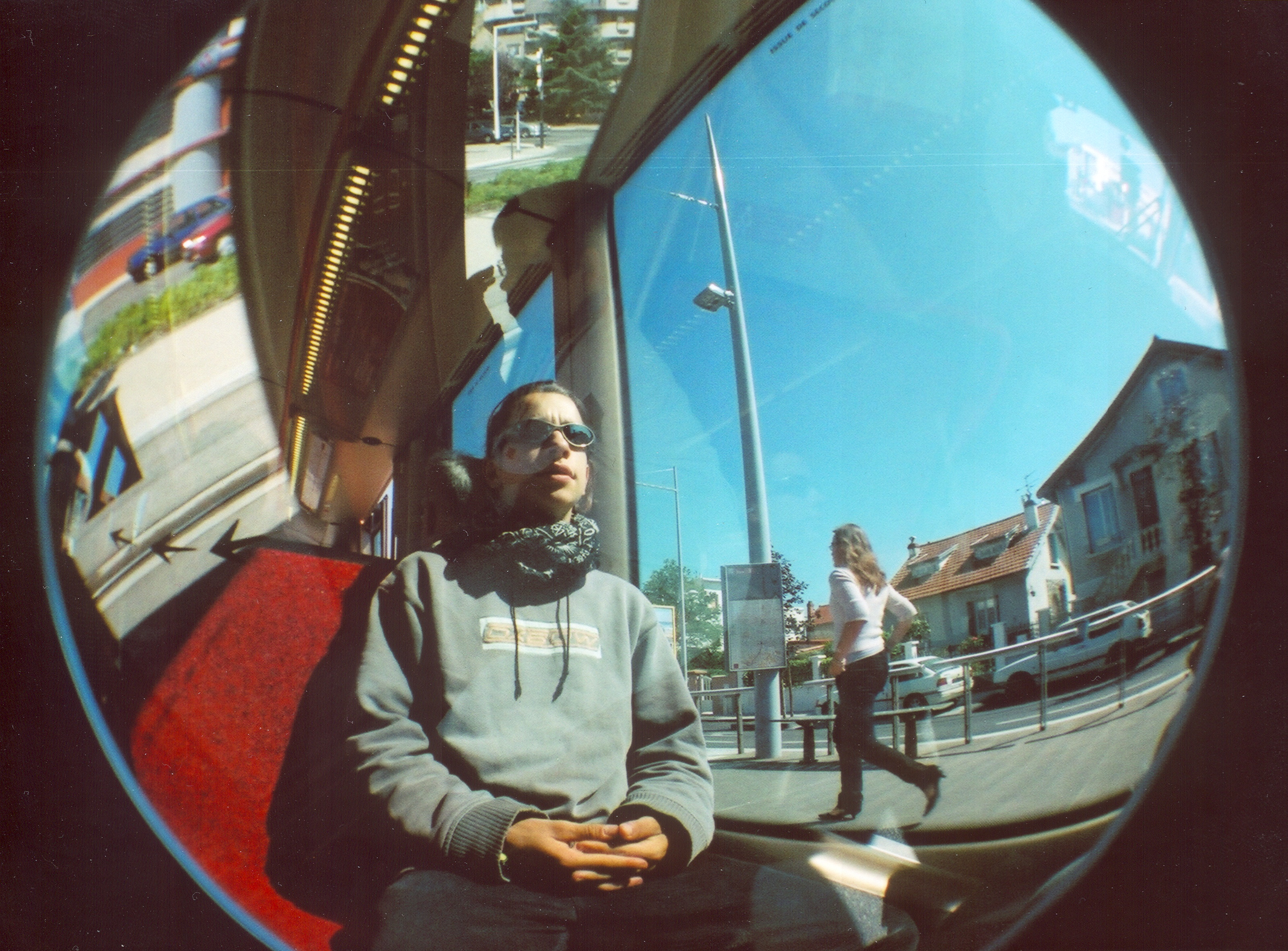
Cliché avec superposition de deux vues (Clermont-Ferrand).
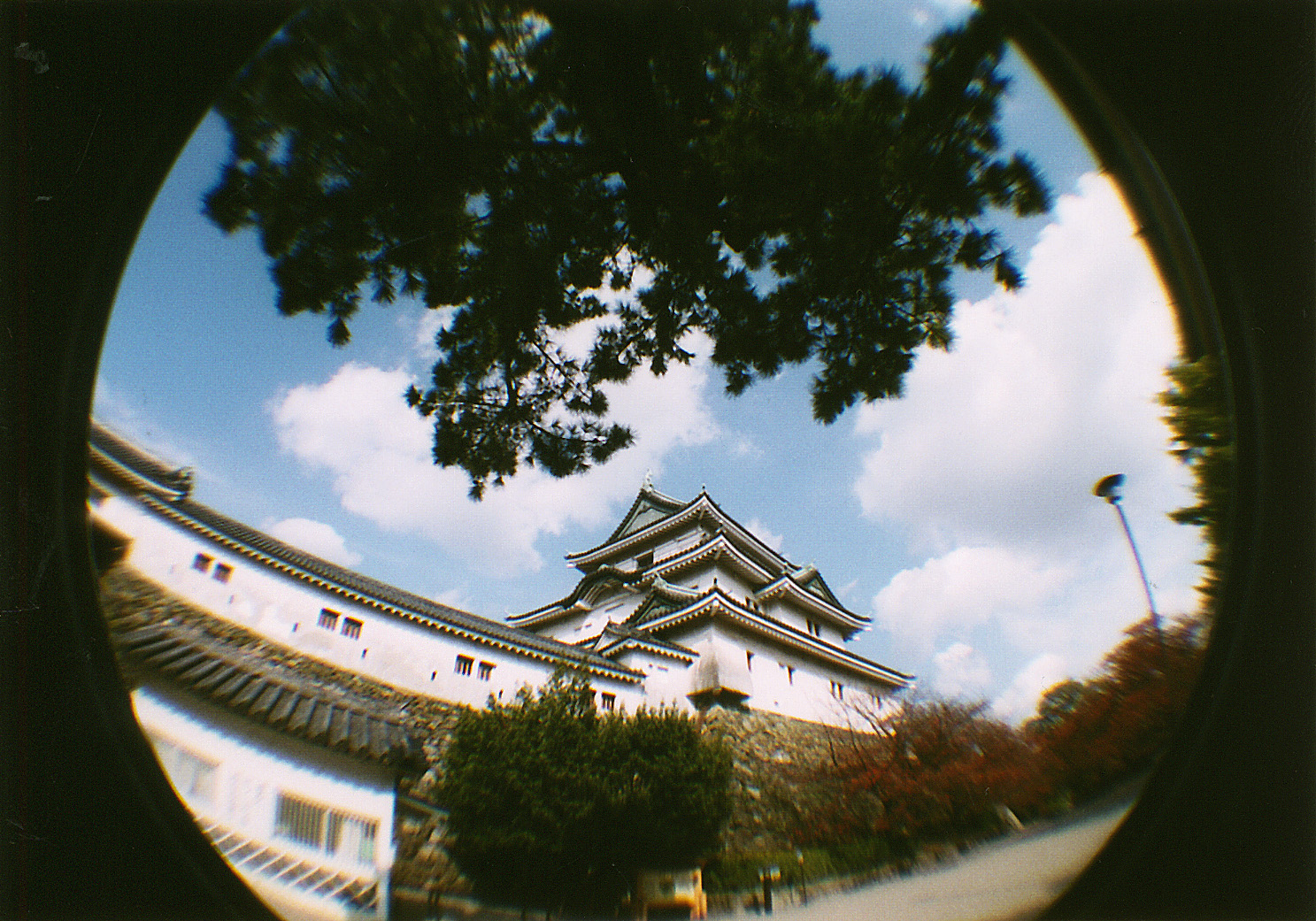
Le château de Wakayama.
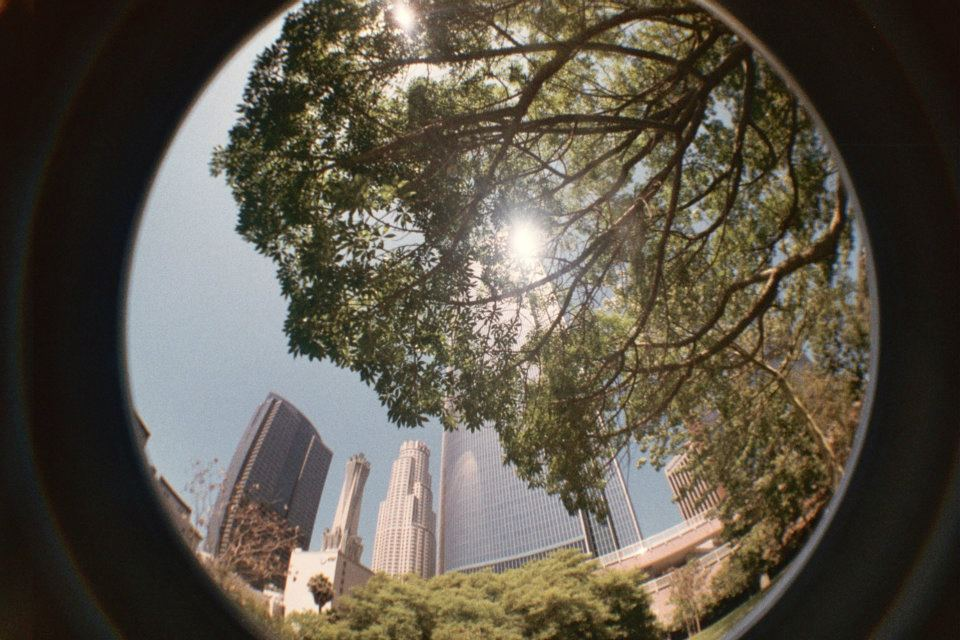
Lomographie à Los Angeles.

### Holga 120
Comme le Lomo LC-A, le Holga 120 est un appareil mythique ; sa renommée provient du livre du photographe Frédéric Lebain : Mes vacances avec Holga. C’est un appareil de fabrication chinoise utilisant des pellicules de type 120 et délivrant des photos en 6 × 6 ou 6 × 4,5 (avec un adaptateur). Il peut être bricolé pour utiliser des pellicules de format 135. Il présente quelques défauts qui en font un appareil caractéristique de la Lomographie : vignetage, flou, voilage, etc.

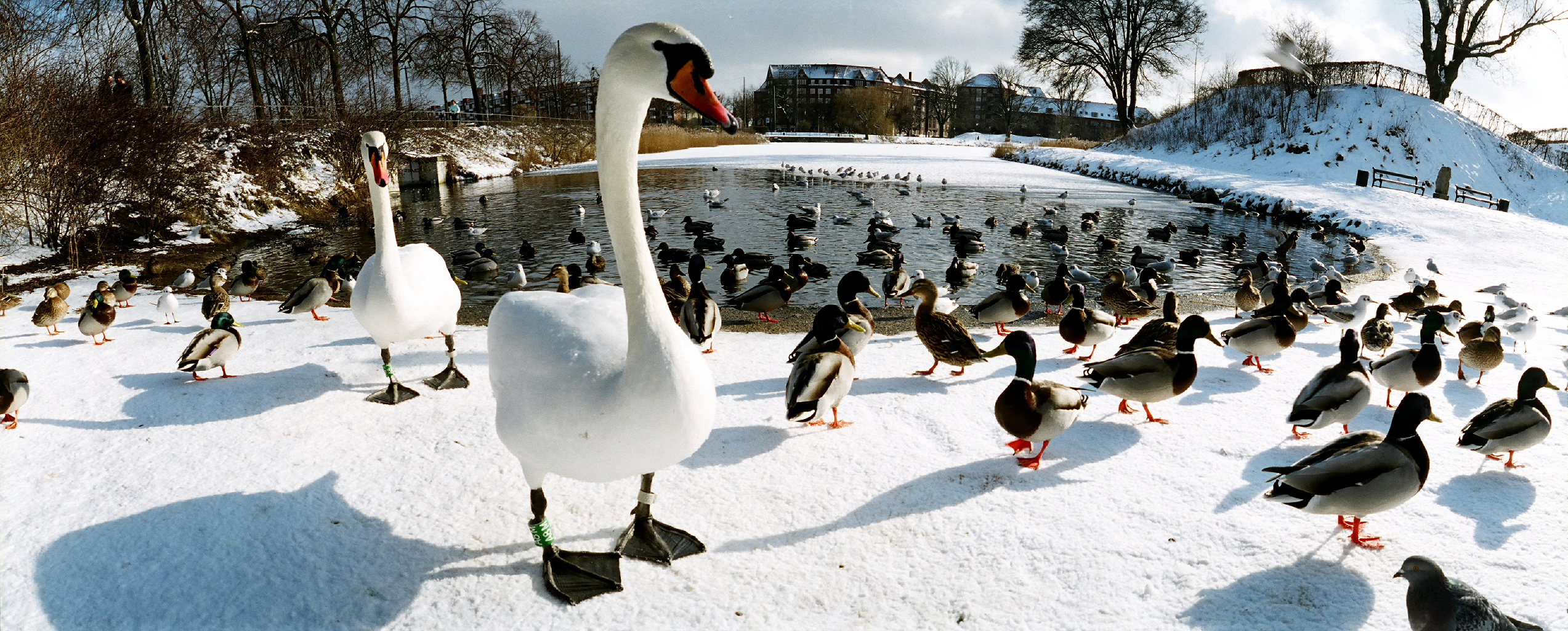
Cliché présentant une déformation sur les bords, pris avec Horizon S3 Pro.

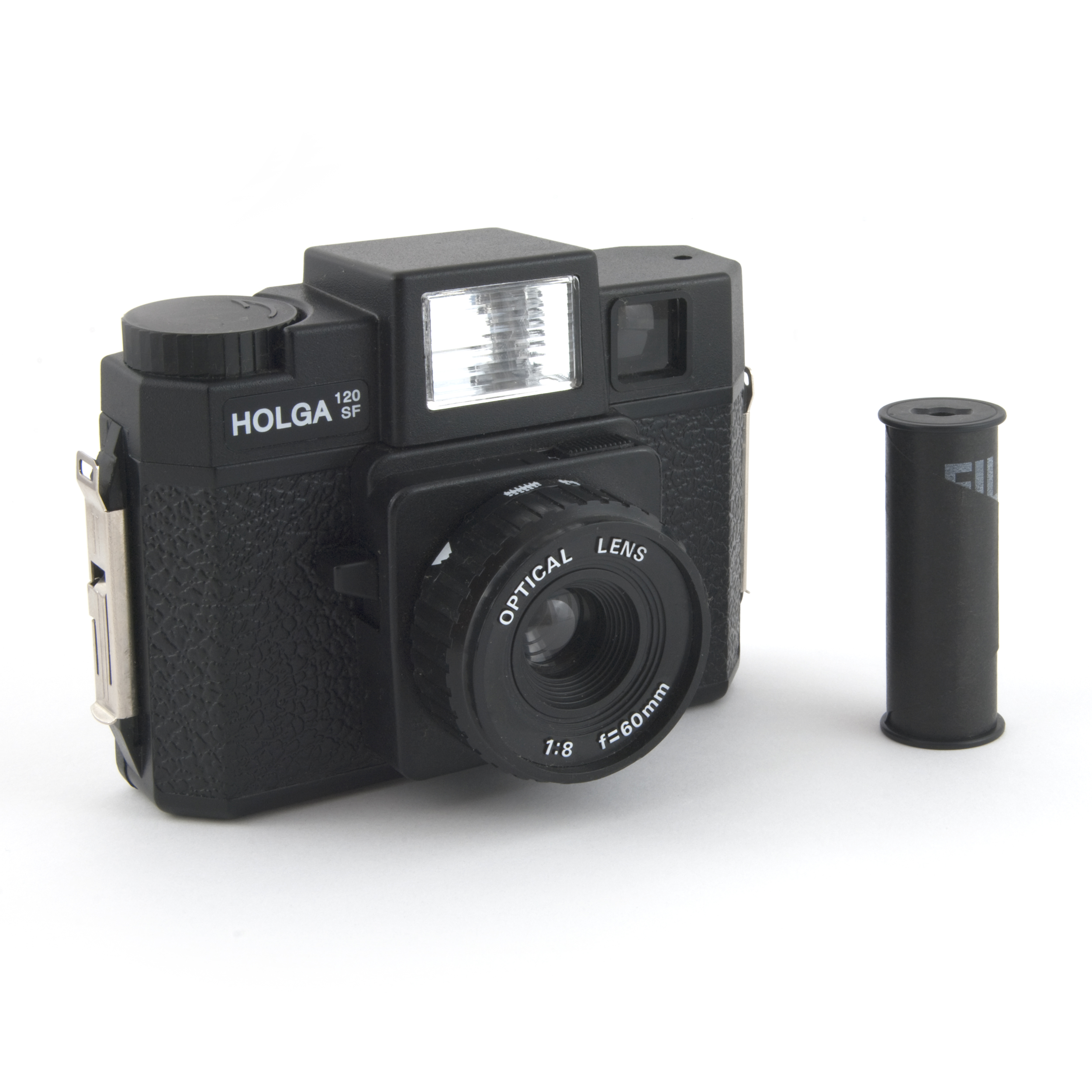
Holga 120 S avec sa pellicule.
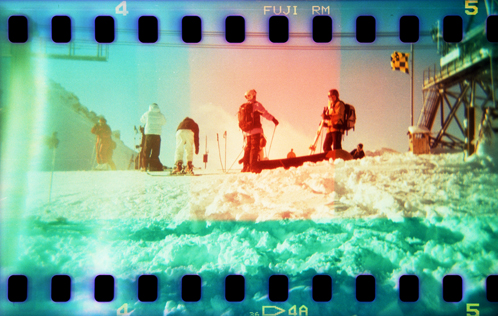
Photo obtenue avec une pellicule développée perforations comprises.
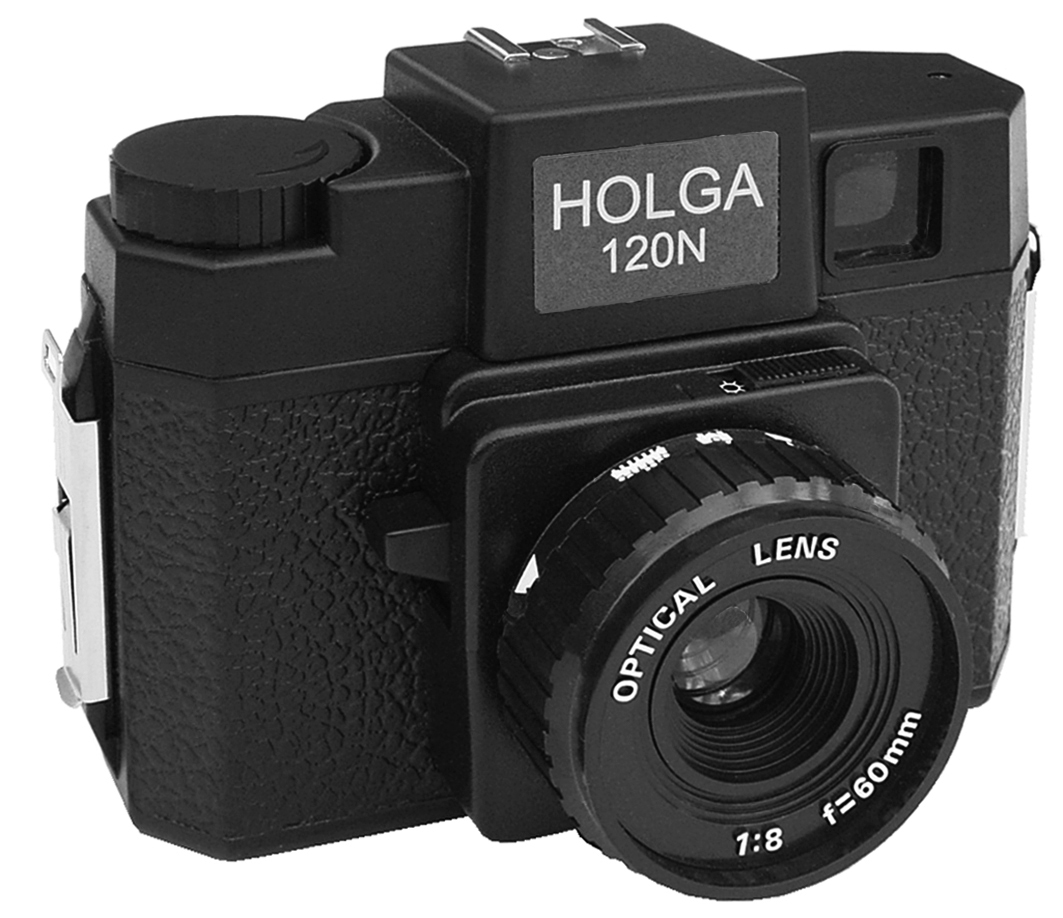
Holga 120 N.
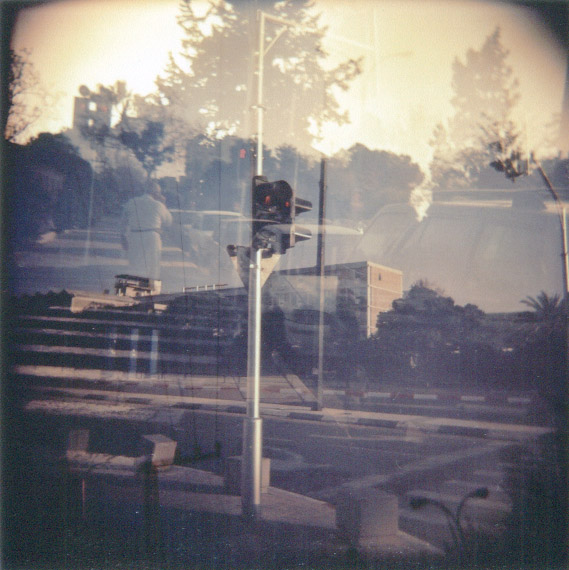
Photographie avec trois vues superposées.

### Diana
Le Diana est un appareil en plastique, fabriqué depuis les années 1960 en Chine, qui utilise également un format de pellicule 120. En 2007, le magazine de photographie Réponses photo lui décerne le titre « de pire appareil photo jamais construit ». D’après ce même magazine, il a été distribué par le journal pour enfants Pif Gadget. Il a toutes les caractéristiques d’un appareil de la lomographie.
La Lomographic Society International en a réédité en 2007 une réplique appelée Diana+, puis en 2008 une nouvelle version, le Diana F+, qui possède un flash amovible et colorable grâce à des filtres. Ces deux versions peuvent être transformées en sténopé grâce à leur objectif amovible. Aussi existe-t-il une version miniaturisée du Diana F+ utilisant des pellicules 35mm.

Quelques modèles Diana.
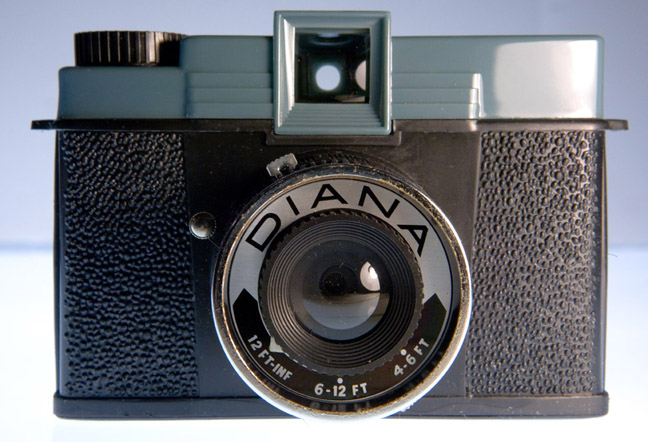
Appareil Diana vu de face.
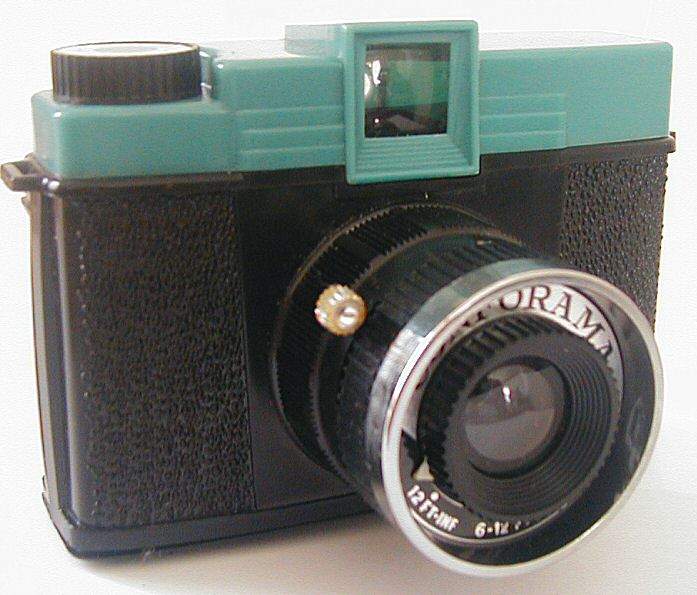
Diana (portant ici la marque Conforama)
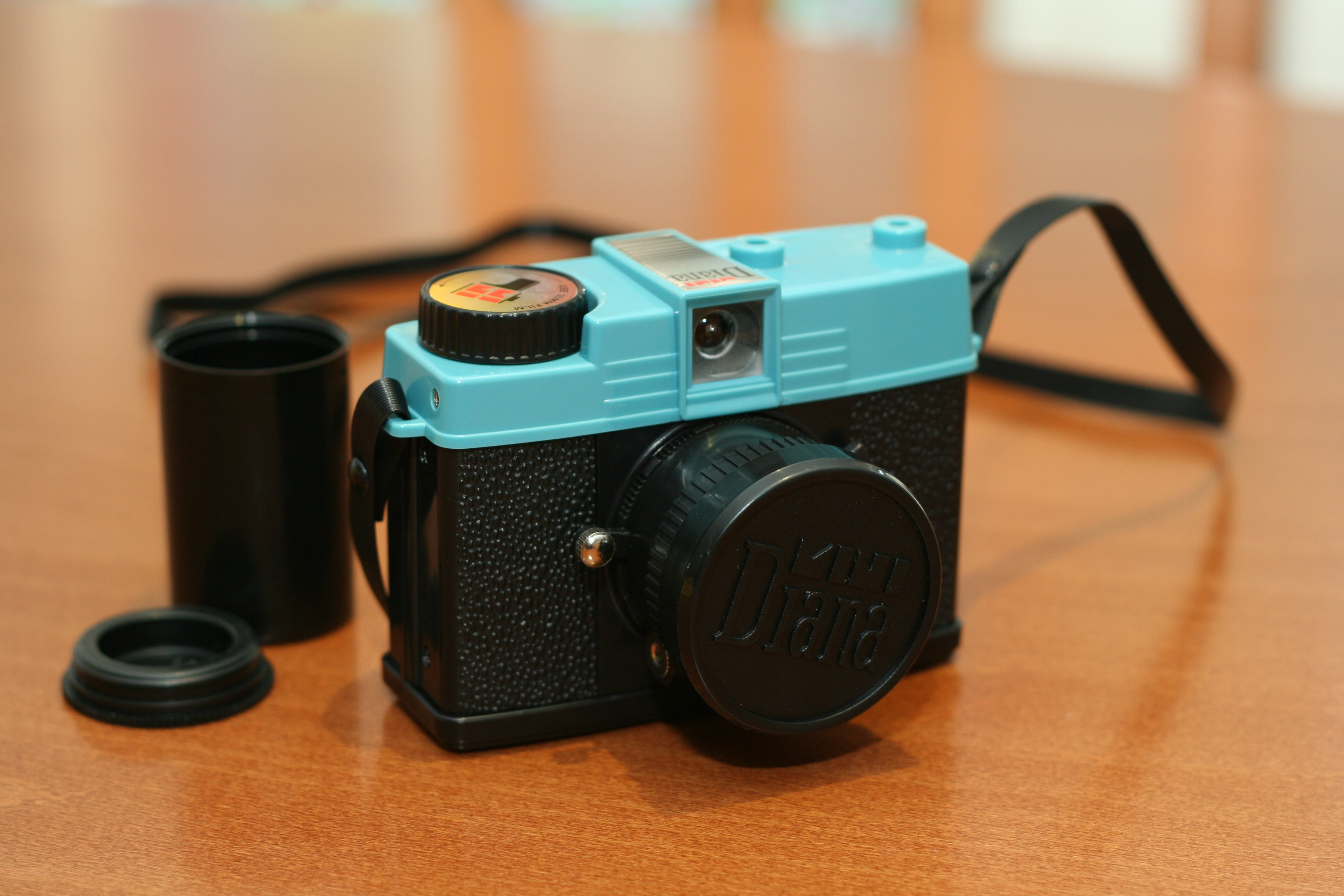
Diana mini.